# Bruno Razzoli
Bruno Razzoli, née le 25 mars 1909 à Lamporecchio (Toscane), et mort pour la France le 28 février 1944 (Izon-la-Bruisse,Drôme), est un résistant français à l'occupation allemande et au régime de Vichy pendant la Seconde Guerre mondiale. Il portait le pseudonyme de Raymond Benoit.

## Biographie

### Jeunesse
Bruno Razzoli est né de Albert Razzoli et Camille Santina, parents italiens. Très rapidement, et au vu des conditions précaires de vie, il émigre avec ses parents en France. Ils arrivent en 1910 à Marseille. Là-bas, la famille s'installe dans le quartier de Mourepiane dans l'impasse Tronc.

### Avant-guerre
Bruno Razzoli effectuera son service militaire entre le 20 octobre 1930 et le 15 octobre 1931 au 18e Bataillon de chasseurs alpins à Grasse dans les Alpes-Maritimes. Il est naturalisé dans le même temps français le 26 novembre 1930. Il travaillera ensuite dans plusieurs entreprises de Marseille en tant que journalier. Il passera donc un temps à la Société générale des tuileries, ainsi que sur une période plus courte aux Grands travaux hydrauliques de Marseille, au Modern bureau imprimerie, à l'Huilerie Maurel et Prom. Bruno Razzoli se mariera en 1935 avec Suzanne Marguerite Marie Monteau avec laquelle il eut une fille, Mireille Marie Anne Razzoli, l'année suivante. Le couple s'installa dans le 16e arrondissement de Marseille, à la montée des Iris. En 1936, il trouva un poste de manière permanente au syndicat des produits chimiques jusqu'à octobre 1939 date à laquelle il est mobilisé au CM 205 dans le département des Vosges.

### Engagement politique
En 1934, il rejoint le Parti communiste, très vite, il fut connu auprès de la jeunesse de son quartier de par son militantisme, et il contribua grandement à la création en août 1934 du comité de Front unique socialistes-communistes de celui-ci. Lors de la campagne électorale des cantons de 1934 et celle municipale de 1935, il fit de nombreuses prises de parole en faveur du PCF. Le lundi de Pâques, 22 avril 1935, il prend la parole à Saint-Antoine devant 200 personnes aux côtés de Jean Labro et François Biloux. Lors de cette allocution, il mit en garde l'assemblée sur les dangers de la guerre, et de la montée du fascisme. Le 14 juillet 1935, il fit une intervention en tant que représentant du Parti communiste, au meeting antifasciste unitaire organisé à Saint-Henri. En 1936, il apporte son soutien à la candidature de Jean Cristofol aux élections législatives dans la 2e conscription de Marseille, et après la victoire de celui-ci, Bruno Razzoli travailla à la création d'un comité de Front populaire à Saint-Henri.

La même année, il s'engage dans les Brigades Internationales en Espagne, et apporte son soutien aux républicains espagnols lors de la guerre d'Espagne. Il fera dans ces conditions de nombreuses missions sur le sol ibérique aux côtés du syndicat des produits chimiques.
...Jean (Cristofol, maire de Marseille) parlait peu du passé, pourtant il me dira un jour : « Il m'est arrivé de revenir de Tarragone avec Bruno Razzoli, dans un petit avion hollandais qui avait des problèmes de moteur ; il plongeait vers la mer de façon terrifiante, se redressait je ne sais comment. Nous avons bien cru ne jamais arriver vivants à Marignane. Bruno plaisantait pour nous redonner le moral. »

### Répression
Malgré sa mobilisation à l'orée de la guerre, Bruno Razzoli fut une personnalité très suivie de la police. Le 15 juillet 1940, son nom apparait sur une liste de vingt-six personnalités du monde communiste mobilisé domicilié sur Marseille, et un courrier fait état de demande d'information de la police sur la date de démobilisation de « ces individu » dans le cadre de « toutes mesures de surveillance utiles. »
Après sa démobilisation, Bruno Razzoli, travailla un temps aux vendanges du côté de Arles, certainement dans le but d'échapper à la surveillance qu'il pourrait subir sur Marseille. Le nouveau régime de Vichy lui enleva sa nationalité française par décret le 1er novembre 1940, suivi d'un internement le 22 novembre et sa la présence de son nom sur la liste des militants communistes internés devant être considérés comme très dangereux. Il est donc interné dans le camp de Chibron en tant que communiste, camp dont il s'échappera en 1941.

## Résistance
À partir de là, Bruno Razzoli rentre dans la clandestinité, il est renié par son ancien parti le désignant comme « provocateur très dangereux […] exclu dernièrement » et comme « déchu de la nationalité française et soi-disant recherché fréquente des gars de la police ».
Sous la menace de ses anciens camarades ainsi que de celle du régime de Vichy, il décide de déménager à Salon-de-Provence en amenant avec lui sa famille. Puis, il revient (cette fois seul) le maquis Ventoux dans le Vaucluse.

Il fut vite reconnu auprès de ses congénères, et nommé comme lieutenant du maquis. Bruno fut engagé dans plusieurs missions de sabotage comme à Sisteron le 12 février 1944. Il revenu aussi plusieurs fois sur Marseille en missions, et logé chez son frère George qui en même temps lui servait d'intermédiaire pour recevoir le courrier :
...Il lui est arrivé ensuite de revenir en mission à Marseille. Il dormait alors chez mes parents chez lesquels il lui arrivait également d'envoyer des résistants coucher pour une nuit. Ma mère lui servait d'ailleurs de boîte aux lettre sous son nom de jeune fille Elise Bremond et le courrier qu'elle recevait ainsi était adressé à Benoit Raymond.

### Mort
Le mardi 22 février, tôt dans la matinée, Bruno décide d'aller prévenir le maquis d'Izon de l'arrivée prochaine de forces allemandes. Néanmoins, il est lui-même intercepté par une patrouille. Il est alors transféré à Marseille (selon Max Fisher) ou Avignon (selon un rapport de gendarmerie de 1945), puis à l'ancien poste de commandement du maquis de La Rochette-du-Buis. Là-bas, il subit un interrogatoire qui se transforme très vite en une séance de torture. Le but de cette manœuvre est de lui soutirer des informations sur les possibles complices cachant des combattants clandestins, ainsi que le lieu où se cache les autres responsables du Maquis Ventoux. Il ne dira rien, et les principaux intéressés n'en seront pas inquiété. En vertu de sa non coopération auprès des autorités, il est mutilé à la langue, aux oreilles et aux yeux, il sera ramené quelques jours plus tard sur les lieux de son arrestation et abattu. Son corps fut retrouvé le 29 février au lieu-dit de la Gestene,.
... une traction-avant bourrée d'hommes est aperçue, grimpant jusqu'au quartier Pichot... Un long moment après, il redescend vers Eygalayes et stoppe chez François Vincent au moulinet. Un homme... demande si des « terroristes » sont revenus dans le secteur... Fené Pascal et un autre homme monte vers la bergerie. Ils trouvent un cadavre avec une veste militaire et les insignes de lieutenant, criblé de balles (le maire ramassera un plein sac de douilles le lendemain). Ils préviennent le maire qui y va le lendemain, descend le corps à Eygalayes et fait appel au menuisier-ébéniste de Lachau, M. Richaud pour fournir un cercueil. Il sera enterré aux côtés des 33 autres corps (Pierre Bonvallet).

## Hommage
Une rue porte le nom de Bruno Razzoli dans le quartier de Saint- Henri-Mourepiane dans le 16e arrondissement de Marseille,.